# UGC 25
UGC 25 es una galaxia espiral localizada en la constelación de Piscis.